# Кайдзука (Осака)
Кайдзука (яп. 貝塚市 Кайдзука-си) — город в Японии, находящийся в префектуре Осака. Площадь города составляет 43,99 км², население — 89 732 человека (1 августа 2014), плотность населения — 2039,83 чел./км².

## Географическое положение
Город расположен на острове Хонсю в префектуре Осака региона Кинки. С ним граничат города Кисивада, Идзумисано, Кинокава и посёлок Куматори.

## Население
Население города составляет 89 732 человека (1 августа 2014), а плотность — 2039,83 чел./км². Изменение численности населения с 1980 по 2005 годы:
| 1980 | 81 162 чел. |  |
| 1985 | 79 591 чел. |  |
| 1990 | 79 234 чел. |  |
| 1995 | 84 653 чел. |  |
| 2000 | 88 523 чел. |  |
| 2005 | 90 314 чел. |  |

## Символика
Деревом города считается Juniperus chinensis, цветком — космея.